# Funambulus palmarum
Funambulus palmarum (Linnaeus, 1766) è un roditore appartenente alla famiglia Sciuridae, diffuso in India ed in Sri Lanka.

## Descrizione
F. palmarum ha circa la grandezza di un ratto, con una coda folta leggermente più corta del corpo. Il dorso è brizzolato color grigio-marrone, con tre strisce bianche che vanno dalla testa alla coda. Due strisce esterne corrono dalle zampe anteriori a quelle posteriori. L'addome è di color bianco crema e la coda è ricoperta da peli bianchi e neri. Le orecchie sono piccole e triangolari. Gli esemplari giovani hanno una colorazione più chiara, che diventa progressivamente più scura con l'età.

## Biologia

### Riproduzione
La gestazione dura 34 giorni; la riproduzione avviene in nidi d'erba, durante l'autunno. Le cucciolate sono di solito composte da due o tre esemplari. Dopo circa 10 settimane i piccoli sono svezzati e sono sessualmente maturi a 9 mesi d'età. Il peso degli adulti è di 100 g. In cattività vivono 5 anni e mezzo.

### Alimentazione
Questi roditori si nutrono principalmente di noci e di frutta. Comunicano con un verso che fa "chip chip chip" in caso di pericolo.

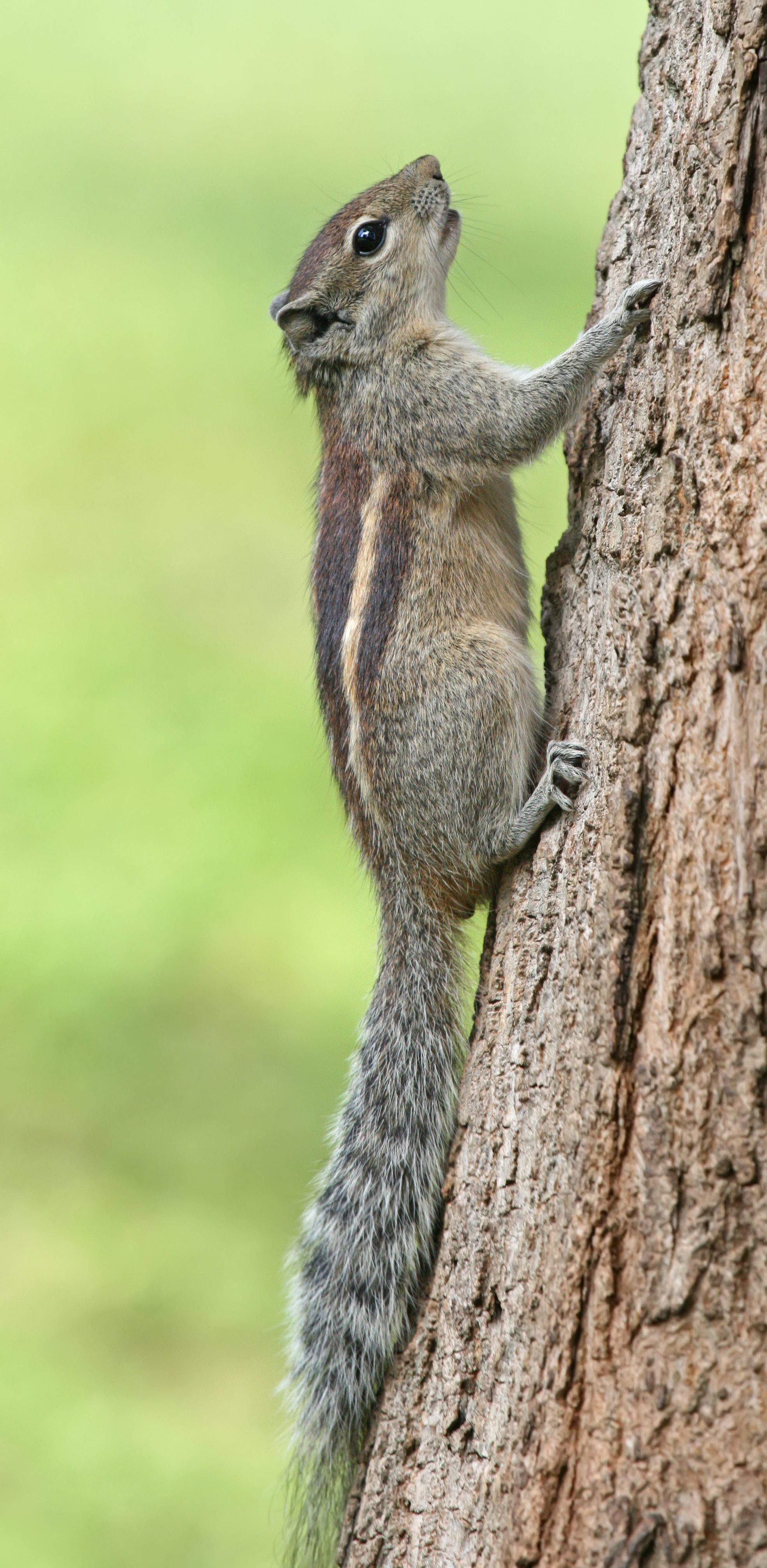
Funambulus palmarum, Bangalore, India

### Comportamento
Nelle aree urbane sono opportunisti, e possono essere addomesticati per accettare cibo dall'uomo. Essi sono molto protettivi circa le loro fonti di cibo, difendendole dagli uccelli e dagli altri scoiattoli.

## Distribuzione e habitat
La specie è diffusa nell'India centrale e meridionale ed in Sri Lanka.

## Tassonomia

### Sinonimi
Sono stati riportati cinque sinonimi:
- Sciurus brodei Blyth, 1849 (sinonimo eterotipico)
- Sciurus indicus Lesson, 1835 (sinonimo eterotipico)
- Sciurus kelaarti Layard, 1851 (sinonimo eterotipico)
- Sciurus palmarum Linnaeus, 1766 (sinonimo omotipico e basionimo)
- Sciurus pencillatus Leach, 1814 (sinonimo eterotipico)

### Sottospecie
Sono state individuate tre sottospecie:
- F. p. palmarum
- F. p. brodiei
- F. p. robertsoni

## Galleria d'immagini

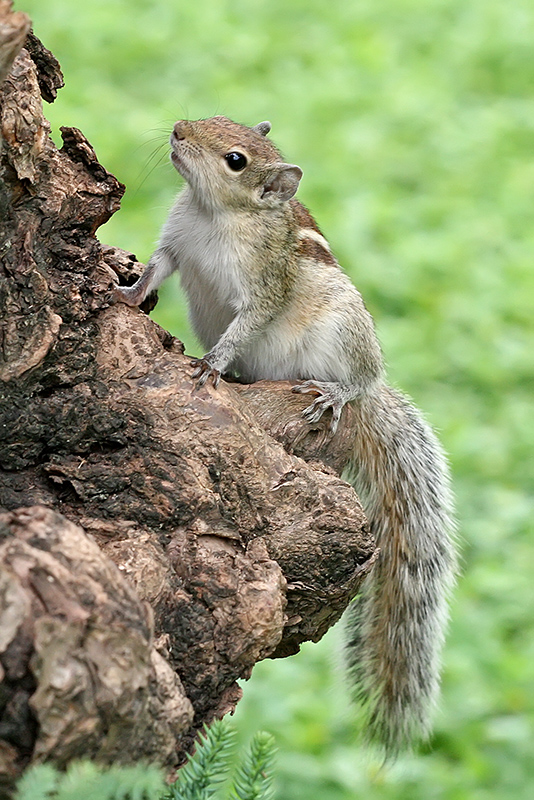
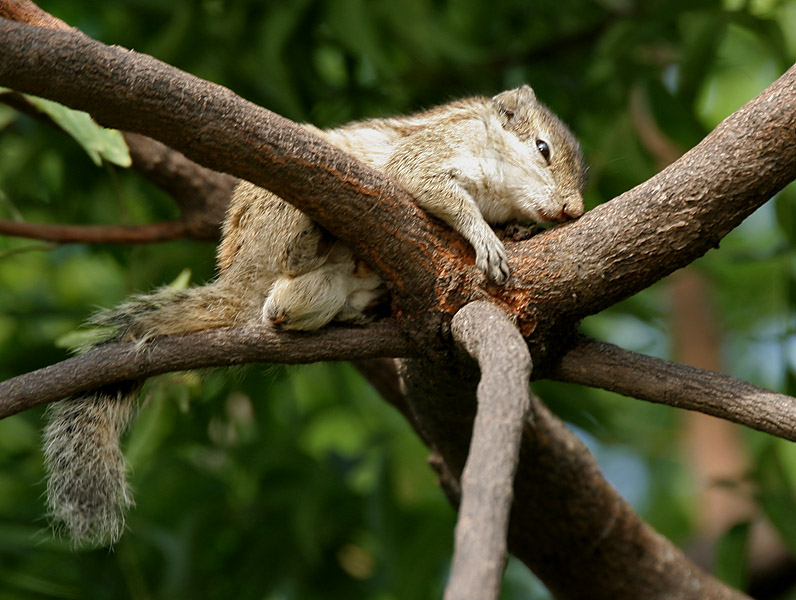
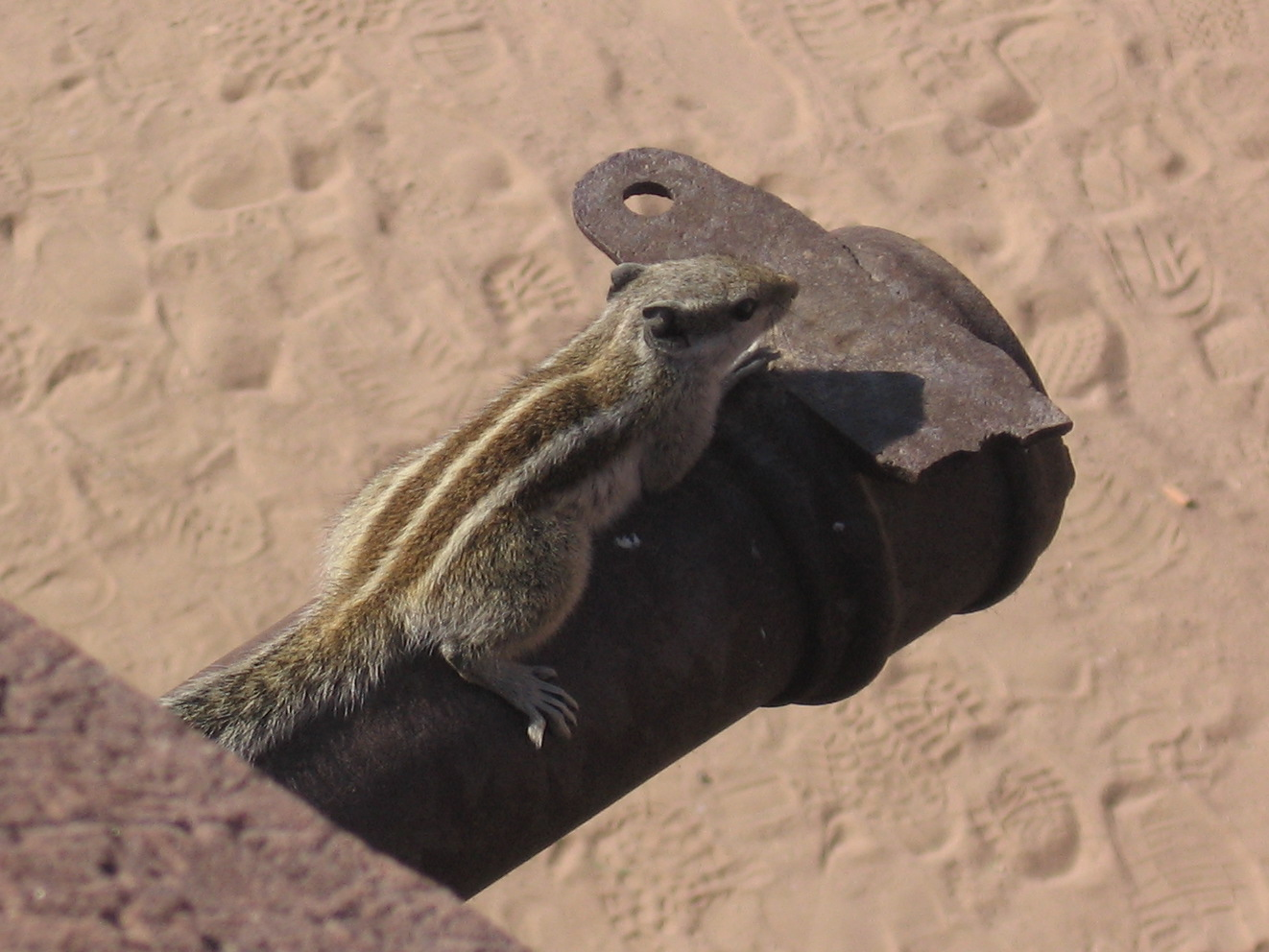
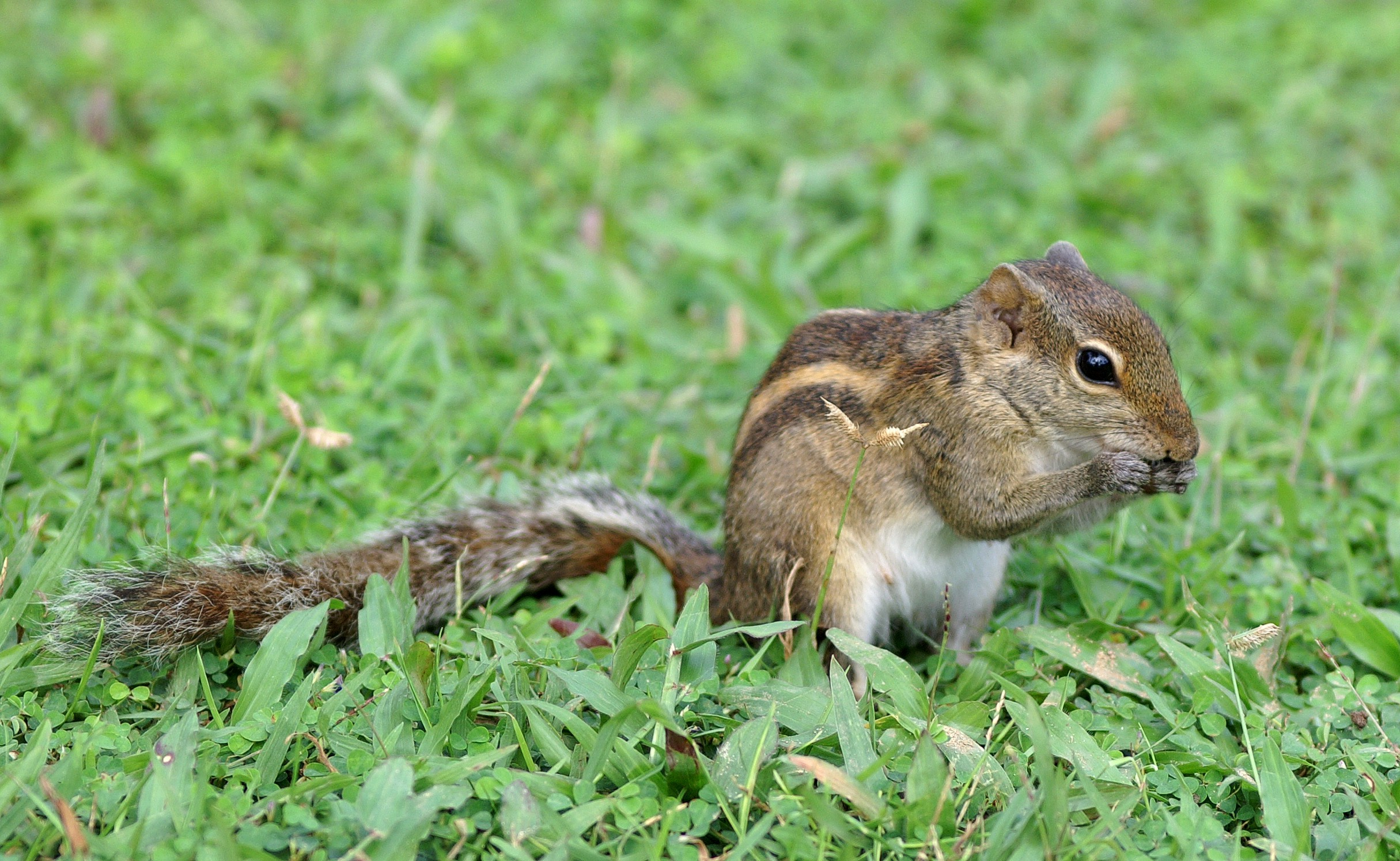
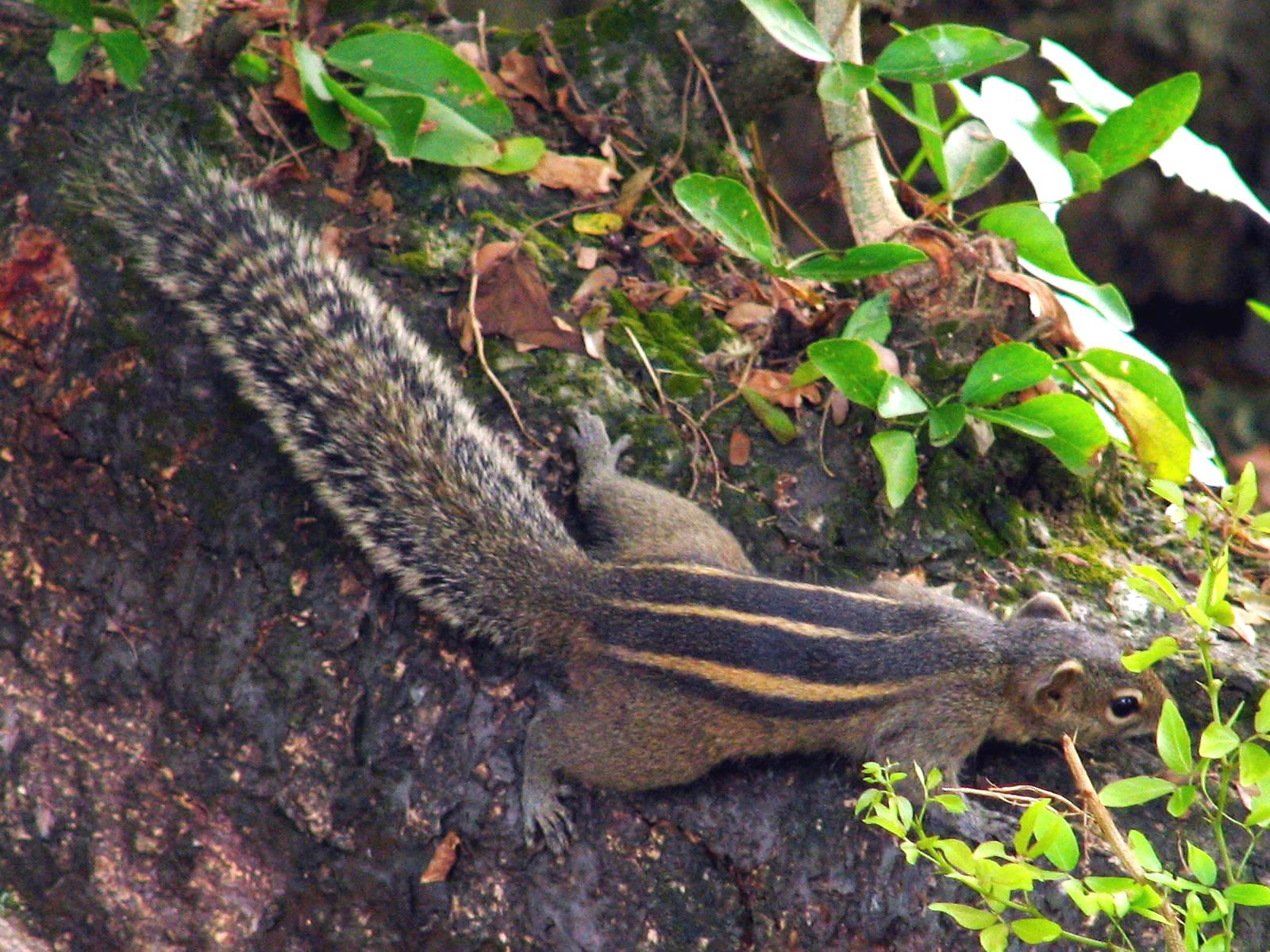

## Conservazione
Questo taxon è alquanto comune, e la Lista rossa IUCN gli attribuisce lo status "LC" (basso rischio) in quanto l'areale appare in espansione, comprendendo anche una serie di zone protette. Pare anche essere in grado di adattarsi bene alle modificazioni dovute alla presenza antropica.

## Cultura
Funambulus palmarum è considerato sacro in India e ne è pertanto vietata la caccia.